# Alleinprägungen Johann Friedrichs II. von Sachsen

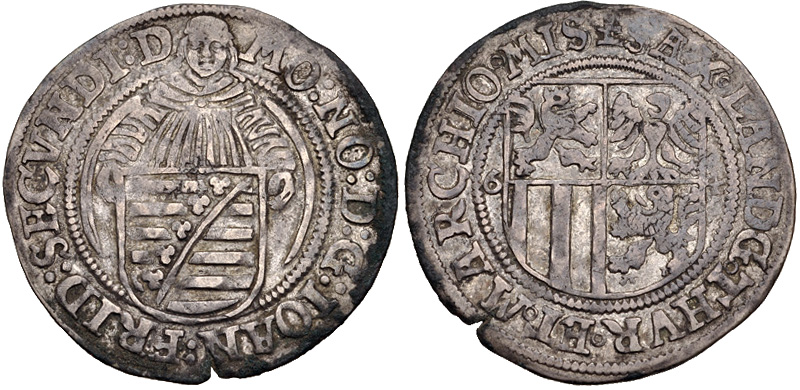
Alleinprägung Johann Friedrich II. von Sachsen, Schreckenberger von (15)64, aus der Münzstätte Saalfeld (Silber; Durchmesser 29 mm; 4,25 g; mit Schrötlingsriss)

Die Alleinprägungen Johann Friedrichs II. von Sachsen erfolgten auf der Grundlage eines Resignationsvertrags (Verzichtserklärung) von 1557. Die jüngeren Brüder hatten gegenüber Herzog Johann Friedrich II. dem Mittleren von Sachsen auf die Mitregentschaft im Herzogtum Sachsen, dem sächsisch-ernestinischen Gesamthaus, verzichtet. Die Münzprägung Johann Friedrichs endete mit seiner Gefangennahme im Jahr 1567 auf Burg Grimmenstein in Gotha. Zu seinen Münzen gehören auch die widerrechtlich mit Kurwappen und falschem Titel geprägten Gothaer Belagerungsklippen aus dem Jahr seiner Gefangennahme.

## Geschichte
Das sächsische Herzogtum umfasste die thüringischen Besitzungen, die bei den Wettinern der ernestinischen Linie nach der verlorenen Schlacht bei Mühlberg und dem Verlust der Kurwürde noch verblieben waren. Durch die Wittenberger Kapitulation vom 19. Mai 1547 hatte Johann Friedrich I. der Großmütige das Recht der Kur und einen Teil seines Herrschaftsgebietes der albertinischen Linie überlassen müssen.

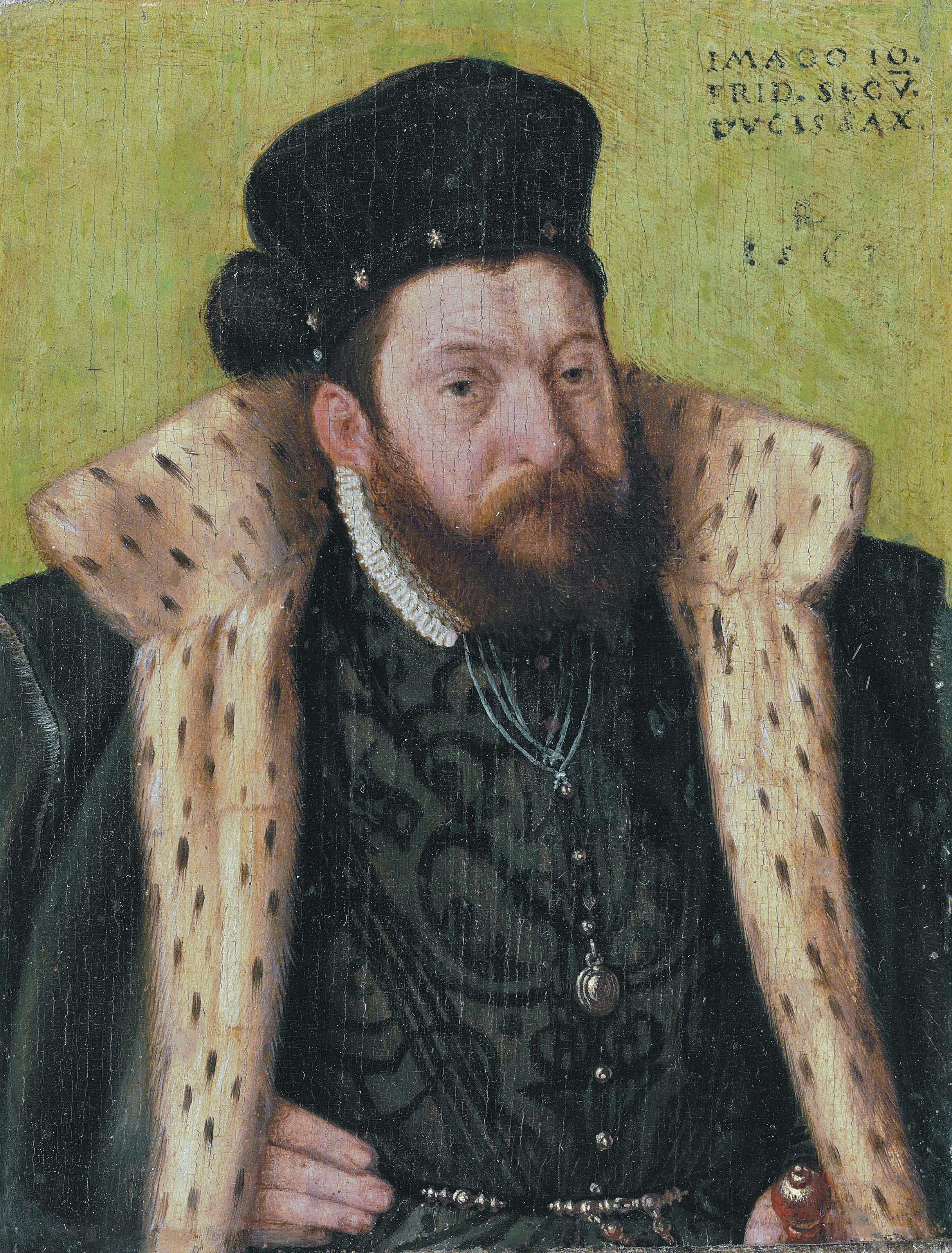
Johann Friedrich II. der Mittlere von Sachsen

Johann Friedrich II., zur Unterscheidung von seinem Vater und seinem Bruder „der Mittlere“ genannt, hatte bereits nach dem Tod seines Vaters Johann Friedrich I. 1554 de facto die Staatsgeschäfte im Herzogtum geführt. Seine politischen Ziele waren, die Kurwürde und das verlorene Land zurückzugewinnen.
Um seine Ziele zu erreichen, verband sich der Herzog mit dem geächteten fränkischen Edelmann Wilhelm von Grumbach, nach dem die folgenden Auseinandersetzungen Grumbachsche Händel genannt werden. Daraufhin belagerten kaiserliche Truppen unter dem Befehl des sächsischen Kurfürsten August (1553–1586) aus der albertinischen Linie Johann Friedrichs Residenz Gotha und den Grimmenstein. Im Ergebnis der Auseinandersetzung von 1566/67 wurde Gotha zerstört und der Grimmenstein bis auf die Grundmauern niedergerissen. Der vom Kaiser Maximilian II. ebenfalls geächtete Johann Friedrich II. wurde am 13. April 1567 auf dem Grimmenstein gefangen genommen. Kurfürst August ließ auf seinen Sieg den Taler auf die Einnahme von Gotha mit demonstrativ großem Kurschild prägen, welcher das ganze Münzfeld der Vorderseite einnimmt. Herzog Johann Friedrich II. blieb bis zu seinem Lebensende im Jahr 1595 in kaiserlichem Gewahrsam. Er starb auf Schloss Steyr in Oberösterreich. Ritter Grumbach wurde am 18. April 1567 gevierteilt.
Der Münzmeister Gregor Einkorn aus Saalfeld, den der Herzog nach Gotha hatte kommen lassen, um auf der Burg Grimmenstein behelfsmäßig silberne und goldene Notklippen zu schlagen, verlor mit der Gefangennahme Johann Friedrichs sein Amt als Münzmeister. Herzog Johann Wilhelm, der jüngere Bruder von Johann Friedrich, beschuldigte ihn, nach Gotha gezogen zu sein, um Münzen mit dem Kurwappen zu schlagen, wodurch sich die Lage des gefangenen Herzogs noch verschlimmert habe. Gemeint sind die Gothaer Belagerungsklippen mit dem kursächsischen Wappen und einer abgekürzten Aufschrift, in der Johann Friedrich II. provokativ als „geborener Kurfürst“ bezeichnet ist. Das war eine widerrechtliche Anmaßung des Herzogs, für die aber nicht der Münzmeister verantwortlich gemacht werden kann, da er nur die Befehle seines Dienstherren ausgeführt hatte. Titulatur und Wappen auf den Geprägen waren laut Paul Adolf Bamberg „eine freche Herausforderung des Herzogs“.
Die Talermünzen Johann Friedrichs II. des Mittleren sind:
- Doppeltaler
- Taler
- Halbtaler sowie Halbtaler-Zwittermünzen (erkennbar daran, dass sich das Münzmeisterzeichen auf beiden Seiten befindet) und
- Vierteltaler

Außerdem wurden Schreckenberger (siehe Bild oben) und Dukaten ausgegeben. Während der Belagerung von Gotha und Burg Grimmenstein ließ der Herzog Notklippen schlagen (siehe dazu auch Münzstätte Gotha). Das waren seine letzten Alleinprägungen vor seiner Festnahme.
Seine Gepräge werden zum Teil noch heute fälschlich Alt-Gotha zugeordnet, obwohl bereits Günther Röblitz den Fehler nachwies.

## Münzbeschreibungen
Hier abgebildet sind:

### Schreckenberger
- siehe Bild oben

#### Vorderseite
Der Schreckenberger oder Engelgroschen ist eine Alleinprägung Johann Friedrich II. von Sachsen. Er zeigt auf der Vorderseite einen Engel als Schildhalter des herzoglich-sächsischen Wappens.
- Umschrift: MON(eta) : NO(va) : D(ei) : G(gratia) : JO(h)AN(nes) : FRID(ericus) : SECVNDI : D(ux) – Fortsetzung auf der Rückseite
- Übersetzung: Neue Münze von Gottes Gnaden Johann Friedrichs II. Herzog –

#### Rückseite
Die Rückseite zeigt ein vierfeldiges sächsisches Wappen und die geteilte Jahreszahl (15)64. Oben zwischen der Umschrift befindet sich das Münzmeisterzeichen Kreuz mit Fuß des Münzmeisters Gregor Einkorn der Münzstätte Saalfeld. Die vier Wappen des Schreckenberger Groschens sind von links nach rechts
Thüringen – Pfalz Sachsen
Landsberg – Meißen
- Umschrift: SAX(oniae) • LANDG(ravius) • THVR(ingiae) • ET • MARCHIO(nes) • MIS(nenses)
- Übersetzung: – von Sachsen, Landgraf von Thüringen und Markgraf von Meißen.

### Taler

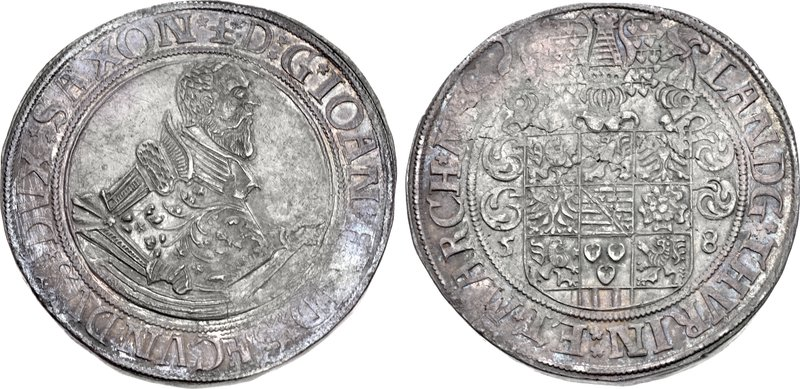
Alleinprägung Johann Friedrichs II. von Sachsen, Taler von 1558 aus der Münzstätte Saalfeld (Silber; Durchmesser 41 mm; 28,68 g)

#### Vorderseite
Die Vorderseite der Alleinprägung Friedrichs II. von Sachsen zeigt sein geharnischtes Hüftbild mit Kommandostab. In der Umschrift oben befindet sich das Münzmeisterzeichen Kreuz mit Fuß des Münzmeisters Gregor Einkorn der Münzstätte Saalfeld.
- Umschrift: • D(ei) : G(ratia) • IO(h)AN(nes) : FRIDE(ricus) : SECVNDVS : DVX : SAXON(iae) • – Fortsetzung auf der Rückseite
- Übersetzung: Von Gottes Gnaden Johann Friedrich II., Herzog von Sachsen –

#### Rückseite
Die Rückseite zeigt das dreifach behelmte herzoglich-sächsische Gesamtwappen mit 12 Feldern einschließlich Mittelschild. Die zwei Leerfelder sind Regalien (Hoheitsrechte). Die drei Helme über dem Wappenschild stehen für das Herzogtum Sachsen (mittig), die Landgrafschaft Thüringen (links) und die Markgrafschaft Meißen (rechts). Die geteilte Jahreszahl 5 – 8 (1558) im Feld ist zu beiden Seiten des Wappenschilds aufgeprägt.
- Umschrift: LANDG(ravius) : THVRIN(giae) : ET • MARCH(iones) • M(isnenses) •
- Übersetzung: – Landgraf von Thüringen und Markgraf von Meißen.

### Belagerungsklippe

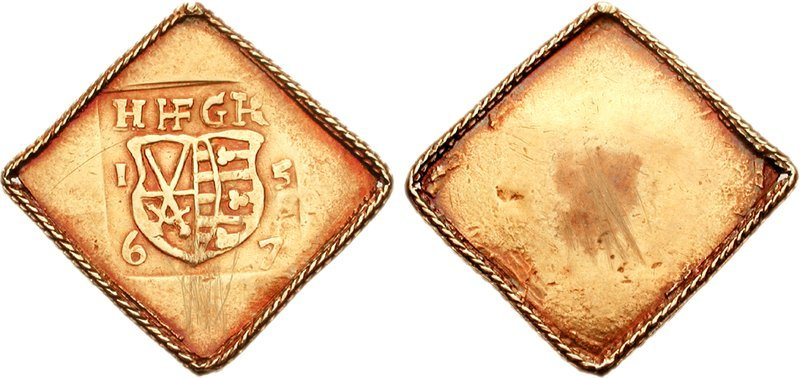
Dukat (Belagerungsklippe) von 1567, geprägt auf Burg Grimmenstein in Gotha

Die Gothaer Belagerungs- oder Notklippen in Gold und Silber ließ Johann Friedrichs II. während der Belagerung von Gotha und der Burg Grimmenstein vom Saalfelder Münzmeister Gregor Einkorn prägen, den der Herzog nach Gotha kommen ließ. Die Notklippen wurden vollwertig ausgebracht. Der Zierrand könnte auch zur Verhinderung einer möglichen Beschneidung ausgeführt worden sein.
Die abgebildete einseitig geprägte Belagerungsklippe hat den Wert eines Dukaten. Im Feld ist der kursächsische Wappenschild aufgeprägt. Zu beiden Seiten des Schilds ist die Jahreszahl 1567 geteilt angeordnet, darüber die Buchstaben H H F G K, die Abkürzung für „Hans Friedrich geborener Kurfürst“ (H F ist ligiert). Diese Titulatur und das Wappen ist vom Herzog widerrechtlich verwendet worden. Der Münzmeister musste die Verfehlung des Herzogs mit seiner Entlassung büßen. Vorher wurde er sogar in Schuldhaft genommen.

## Kopien
Im Handel befinden sich Galvanos des Talers Johann Friedrichs II. von 1558. Das sind Kopien, die auf galvanischem Weg hergestellt wurden. Die Objekte sehen täuschend echt aus. Eine Klangprobe ist die schnellste und sicherste Erkennungsmethode dieser Stücke, da Galvanos in Vergleich mit geprägten Silbermünzen dumpf klingen. Gewerbsmäßig hergestellte Galvanos müssen gekennzeichnet sein. Das winzige Erkennungszeichen auf dem äußeren Münzrand kann dort jedoch leicht entfernt werden.